# Síh dlouhočelistný
Síh dlouhočelistný (Coregonus alpenae) byla sladkovodní ryba žijící ve Velkých jezerech. Šlo o druh žijící v hlubokých vodách, obyčejně přesahujících 100 metrů. 
Své latinské pojmenování síh získal podle města Alpena v Michiganu. Byl stříbrného zbarvení a dorůstal kolem 30 cm. Vyhynul kvůli nadměrnému rybolovu a znečistění jezer. V 30. letech 20. století začal být výrazně loven a jeho populace začala silně klesat. Poslední jedinci byli pro komerční rybolov uloveni v roce 1967 a úplně poslední záznam pochází z roku 1975.